# Chesneya antoninae
Chesneya antoninae är en ärtväxtart som beskrevs av M.R. Rassulova och Sharipova. Chesneya antoninae ingår i släktet Chesneya och familjen ärtväxter. Inga underarter finns listade i Catalogue of Life.